# 스완 레코드
스완 레코드(영어: Swan Records)는 1957년에 설립된, 미국 소재 레코드 레이블이다. 펜실베이니아주 필라델피아를 기반으로 활동했다. 자회사로는 론 레코드(영어: Lawn Records)가 있다.

## 스완 레코드의 음악가
- 비틀즈
- Billy & Lillie
- Buena Vistas
- Freddy Cannon
- Mary Swan
- The Cobras
- Danny & The Juniors
- Dicky Doo & The Don'ts
- Little Jimmy Rivers and the Tops
- Teddy & The Twilights
- The Three Degrees
- Mark Valentino
- Link Wray
- The Rockin' Rebels